# 스클레이터뒤쥐
스클레이터뒤쥐(Sorex sclateri)는 땃쥐과에 속하는 포유류의 일종이다. 멕시코의 토착종이다.